# Business and Pleasure
Business and Pleasure ist eine US-amerikanische Filmkomödie von David Butler aus dem Jahr 1932. Der Film basiert auf dem Roman The Plutocrat (1927) von Booth Tarkington.

## Handlung
Earl Tinker aus Oklahoma reist mit seiner Frau und seiner Tochter nach Algerien und Syrien. Auf der Mittelmeer-Kreuzfahrt will er zum einen Geschäfte abschließen und zum anderen sich mit der Familie vergnügen, wobei immer wieder Probleme das geplante Ziel in weite Ferne rücken.

## Hintergrund
Der Film wurde von der Produktionsfirma Fox Film Corporation fertiggestellt. Die Filmkomödie wurde in Mono und Schwarz-Weiß, bei einem Seitenverhältnis von 1,37:1 auf einem 35-mm-Film, aufgenommen.
Der Film feierte am 12. Februar 1932 seine Premiere und lief ab dem 6. März in den US-amerikanischen Kinos.

## Rezeption
Mordaunt Hall schrieb 1932 in der New York Times, dass „alle Kinobesucher auf ihre Kosten gekommen sind“.